# مقاطعة باول (كنتاكي)
مقاطعة باول (بالإنجليزية: Powell County)‏ هي إحدى المقاطعات في ولاية كنتاكي في الولايات المتحدة الأمريكية.

## أعلام
- بيرترام ثوماس كومبس
- جون ألسويرث فايس
- إدوين أو. وير سينيور